# Kalendarium historii Beninu

Flaga Beninu

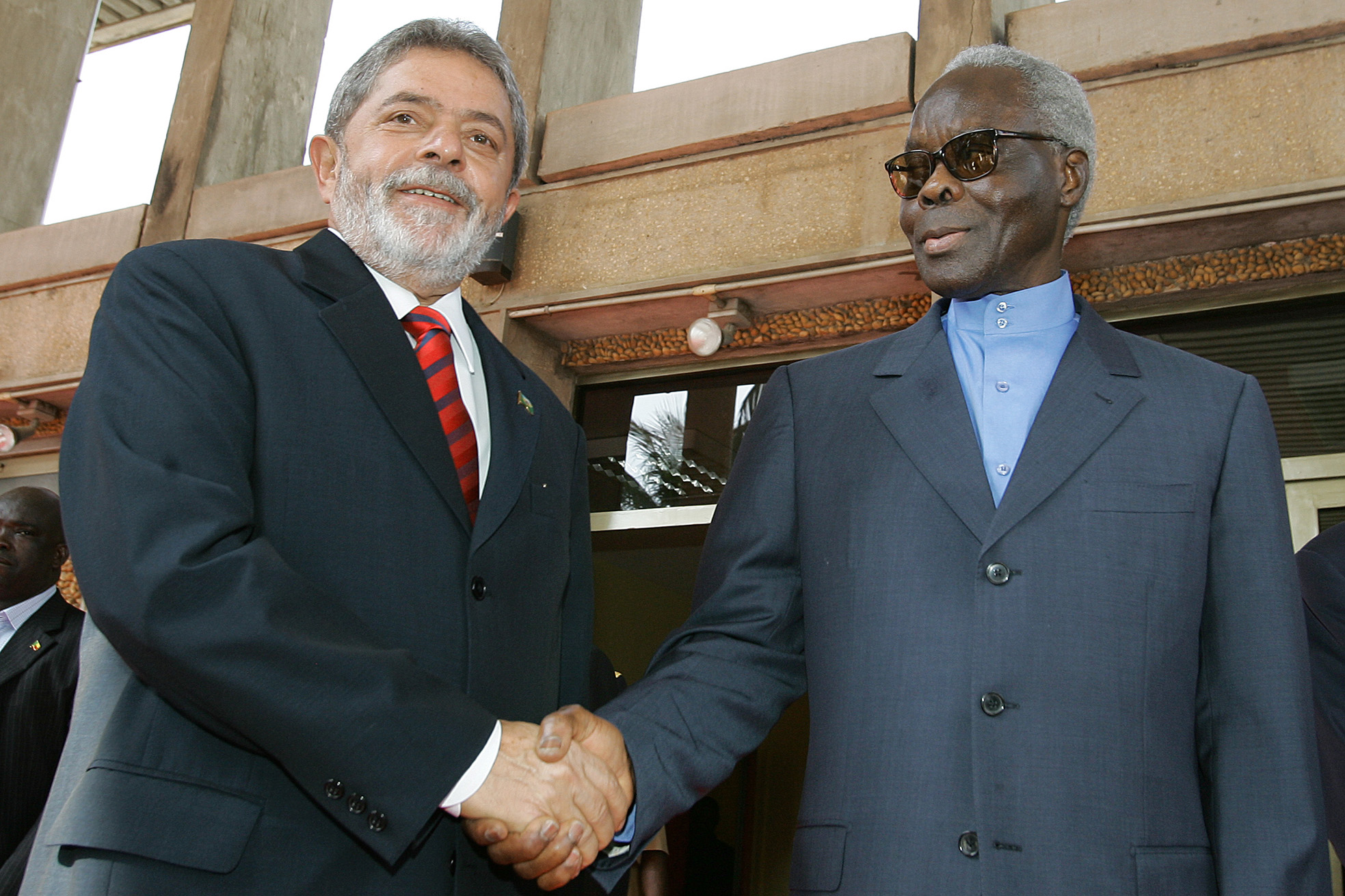
Mathieu Kérékou (z prawej) i prezydent Brazylii Luiz Inácio Lula da Silva

Kalendarium historii Beninu – uporządkowany chronologicznie wykaz dat i wydarzeń z historii Beninu.

## Czasy przed kolonialne
- 1724–34 – najpotężniejszą siłą dzisiejszego Beninu stał się Dahomej[1]
- 1851 – podpisanie traktatu handlowego z Francją[2]
- 1892 – interwencja wojsk francuskich w Beninie[2]
- 1894 – początek kolonialnych rządów Francji[2]

## Czasy kolonialne
- 1904 – Dahomej Francuski wszedł w skład Francuskiej Afryki Zachodniej[2]
- 1915 i 1923 – powstania antyfrancuskie[2]
- 1957 – Francuzi zgodzili się na udział przedstawicieli ruchu niepodległościowego w rządzie[2]
- 1958 – rząd Francji nadał Dahomejowi status republiki autonomicznej (w ramach Wspólnoty Francuskiej)[1]

## Niepodległy Benin
- 1960 – pełna niepodległość Beninu[1]
- 1972 – wojskowy zamach stanu pod przywództwem Mathieu Kérékou[1]
- 1974 – zaprowadzenie ustroju socjalistycznego[1]
- 1975 – utworzenie Ludowej Republiki Beninu[1]
- 1989 – przyjęcie ustroju wielopartyjnego[3]
- 1991 – w wyborach prezydenckich Kérékou przegrał z Nicéphore Soglo z koalicji Związek na rzecz Zwycięstwa Odnowy Demokracji[1]
- 2002 – Kérékou  powrócił do władzy na skutek wygranej wyborczej[1]
- 2006 – wybory wygrywa  liberalny ekonomista Yayi Boni[1]